# ブリュッセル空港
ブリュッセル空港（ブリュッセルくうこう、蘭: Luchthaven Zaventem、仏: l'Aéroport de Bruxelles、独: Flughafen Brüssel-Zaventem、英: Brussels Airport）、ブリュッセル国際空港（ブリュッセルこくさいくうこう、Brussels National Airport）またはザーヴンテム空港（ザーヴンンテムくうこう、Zaventem Airport）は、ベルギーの首都ブリュッセル近郊、フラームス＝ブラバント州ザベンテムに位置する国際空港である。なお、同空港はフランデレン地域内にあるが、同地域のみならずベルギー全国を代表する空港であることから、同空港の掲示は同地域の現地語であるフラマン語と英語に加え、ベルギー全体の公用語であるフランス語やドイツ語でも記載されている。また、ヨーロッパの中でアフリカ方面へのハブとなっており、例えばリベリアの首都モンロビアのモンロビア・ロバーツ国際空港からの国際便として唯一の欧州便の発着地となっている。

## 概要
1940年にナチス・ドイツ侵攻下のブリュッセルにおいて開港。ブリュッセル最大の空港であるこの空港は、ブリュッセル航空の本拠地であり、かつてのサベナ・ベルギー航空のハブであった。欧州連合の本拠が置かれている事や、位置的なことからヨーロッパ域内路線が多数運航されている他、歴史的つながりからアフリカへの便も多い。ベルギー空軍基地も隣接しており、ベルギーの政府専用機の本拠地でもある。

## 就航航空会社
2019年11月現在
| 航空会社                                                     | 就航地 |
| ------------------------------------------------------------ | --- |
| ブリュッセル航空                                             | パリ/CDG、リヨン、トゥールーズ、ボルドー、マルセイユ、ニース、バーゼル/ミュールーズ、ジュネーヴ、ミラノ/マルペンサ、ミラノ/リナーテ、ボローニャ、フィレンツェ、ピサ、ローマ/フィウミチーノ、ヴェネツィア、ナポリ、マドリード、バルセロナ、ビルバオ、セビリア、マラガ、テネリフェ・スール、リスボン、ポルト、リュブリャナ、ベルリン/テーゲル、ハンブルグ、ウィーン、プラハ、ブダペスト、クラクフ、ロンドン/ヒースロー、ブリストル、マンチェスター、バーミンガム、エディンバラ、コペンハーゲン、ストックホルム/ブロンマ、ヨーテボリ、オスロ、ヴィリニュス、キエフ/ボルィースピリ、モスクワ/シェレメーチエヴォ、エレバン、テルアビブ、マルサ・アラム、フルガダ、マラケシュ、ダカール、バンジュール、フリータウン、モンロビア、アビジャン、アクラ、ロメ、ドゥアラ、ヤウンデ、キンシャサ、エンテベ、キガリ、ブジュンブラ、ルアンダ、ニューヨーク/JFK、トロント |
| ブリュッセル航空 運航は シティジェット                       | ナント、トリノ、ハノーファー、バーミンガム、ビルン |
| TUIフライ・ベルギー                                          | アリカンテ、マラガ、アルメリア、ラ・パルマ、ランサローテ島、テネリフェ・スール、プリシュティナ、ティラナ、アンタルヤ、シャルム・エル・シェイク、エンフィダ、アルジェ、マラケシュ、アガディール、ボア・ヴィスタ島、サル島、カンクン、バラデーロ、モンテゴ・ベイ、サントドミンゴ、プンタ・カナ [季節運航] パフォス、ルクソール、バンジュール、モンバサ、ザンジバル |
| KLMオランダ航空                                              | アムステルダム |
| KLMオランダ航空 運航は KLMシティホッパー                     | アムステルダム |
| エールフランス 運航は オップ！                               | リヨン |
| ルフトハンザドイツ航空                                       | フランクフルト、ミュンヘン |
| ルフトハンザドイツ航空 運航は ルフトハンザ・シティーライン   | フランクフルト、ミュンヘン |
| ユーロウイングス 運航は LGW                                  | シュトゥットガルト |
| スイス インターナショナル エアラインズ                       | チューリッヒ |
| ヘルヴェティック・エアウェイズ                               | チューリッヒ |
| オーストリア航空                                             | ウィーン |
| チェコ航空                                                   | プラハ |
| ブリティッシュエアウェイズ                                   | バーゼル/ミュールーズ、ロンドン/ヒースロー |
| イージージェット                                             | ニース、ジュネーヴ、ベルリン/テーゲル |
| ローガンエアー                                               | ニューカッスル、アバディーン、イースト・ミッドランズ |
| エア・リンガス                                               | ダブリン |
| ライアンエアー                                               | ベルリン/シェーネフェルト、ミラノ/マルペンサ、ローマ/フィウミチーノ、マドリード、バルセロナ、バレンシア、セビリア、アリカンテ、リスボン、ポルト、ダブリン、ラルナカ、マラケシュ、アンマン [季節運航]エッサウィラ |
| ライアンエアー 運航は ライアンエアー・サン                   | クラクフ |
| アリタリア-イタリア航空                                      | ローマ/フィウミチーノ |
| アリタリア-イタリア航空 運航は アリタリア・シティライナー    | ミラノ/リナーテ |
| マルタ航空                                                   | マルタ |
| イベリア航空                                                 | マドリード |
| エア・ヨーロッパ 運航は エア・ヨーロッパエクスプレス         | マドリード |
| ブエリング航空                                               | バルセロナ、バレンシア、マラガ |
| TAPポルトガル航空                                            | リスボン、ポルト |
| クロアチア航空                                               | ザグレブ |
| エア・セルビア                                               | ベオグラード |
| エーゲ航空                                                   | アテネ |
| LOTポーランド航空                                            | ワルシャワ |
| エア・バルティック                                           | タリン、リガ |
| フィンエアー                                                 | ヘルシンキ |
| フィンエアー 運航は ノルディック・リージョナル・エアラインズ | ヘルシンキ |
| スカンジナビア航空                                           | コペンハーゲン、ストックホルム/アーランダ、オスロ |
| アイスランド航空                                             | レイキャヴィーク |
| タロム航空                                                   | ブカレスト |
| ブルー・エア                                                 | ブカレスト、バカウ、ヤシ |
| ブルガリア航空                                               | ソフィア |
| ウクライナ国際航空                                           | キエフ/ボルィースピリ |
| アエロフロート・ロシア航空                                   | モスクワ/シェレメーチエヴォ |
| ジョージアン・エアウェイズ                                   | トビリシ |
| ターキッシュエアラインズ                                     | イスタンブール、イスタンブール/サビハ |
| ミドル・イースト航空                                         | ベイルート |
| エミレーツ航空                                               | ドバイ |
| エティハド航空                                               | アブダビ |
| カタール航空                                                 | ドーハ |
| エジプト航空                                                 | カイロ |
| チュニスエア                                                 | チュニス |
| アルジェリア航空                                             | アルジェ |
| ロイヤル・エア・モロッコ                                     | ラバト、カサブランカ、タンジェ |
| エア・アラビア・モロッコ                                     | カサブランカ、タンジェ、フェズ、ナドール |
| エチオピア航空                                               | マンチェスター、ダブリン、アディスアベバ |
| ルワンダ航空                                                 | ロンドン/ヒースロー・キガリ |
| 海南航空                                                     | 北京/首都、深圳 |
| キャセイパシフィック航空                                     | 香港 |
| 全日本空輸                                                   | 東京/成田 |
| タイ国際航空                                                 | バンコク/スワンナプーム |
| エア・カナダ                                                 | モントリオール |
| ユナイテッド航空                                             | ワシントンD.C.、ニューヨーク/ニューアーク、シカゴ |
| デルタ航空                                                   | ニューヨーク/JFK、アトランタ |

## アクセス
- 鉄道

空港の地下にブリュッセル・エアポート・ザベンテム駅があり、ブリュッセル中央駅方面15～20分間隔でに運行されている。タリス、ユーロスター、ICEとも接続している。
- バス

空港からシューマン駅、ブリュッセル＝リュクサンブール駅方面に運行されている。

## 事件・事故
- 2008年5月25日、バーレーン行カリッタ航空のボーイング747貨物機が離陸に失敗し大破、乗員4名は軽傷であった[5]。
- 2016年3月22日午前8時頃(CET)、国際線出発ロビーで爆発テロ事件が起こり、少なくとも17人が死亡した。